# Josef Weißkopf
ThDr. Josef Weißkopf (3. září 1891 Hrdlovka, něm. Herrlich – 1972 Německo) byl německý římskokatolický kněz, sídelní kanovník litoměřické katedrální kapituly v letech 1941–1946.

## Život
Pocházel z německy mluvící rodiny ze severočeských Sudet. Studoval v Římě a během studií pobýval v české koleji Bohemicum. V oboru teologie dosáhl doktorátu. Na kněze pro litoměřickou diecézi byl vysvěcen 30. června 1918. Dne 7. září 1941 byl litoměřickým biskupem Antonínem Weberem jmenován sídelním kanovníkem katedrály sv. Štěpána s kanonikátem královským zvaný latinsky Regius. Po skončení II. světové války v souvislosti s poválečným vývojem byl v květnu 1946, spolu s ostatními členy kapituly německé národnosti, zařazen do odsunu. Zemřel v Německu v roce 1972.